# Mario Schönenberger
Mario Schönenberger (Wil, 19 maggio 1986) è un ex calciatore svizzero, di ruolo centrocampista.

## Palmarès

### Club
- Coppa Svizzera: 1

Wil: 2003-2004